# Fiat Someca 600
Le Fiat Someca 600 est un modèle de tracteur agricole construit par la firme Someca sous licence Fiat.
Modèle complémentaire dans la série Nastro d'Oro, le Fiat Someca 600 n'est produit que de 1971 à 1973.

## Historique
La série Nastro d'Oro (Ruban d'Or) est annoncée par Fiat en 1967 à l'occasion du cinquantenaire de la marque dans le domaine agricole mais ses premiers modèles sortent d'usine en janvier 1968.
Très vite, Fiat complète cette gamme en l'étoffant vers le haut avec des tracteurs plus puissants, mais aussi en segmentant le cœur de gamme. C'est dans se second créneau que s'inscrit le Fiat 600, produit et commercialisé en France sous le nom Someca 600 entre 1971 et 1973.

## Caractéristiques
| Image externe |                                                         |
|               | Un Fiat Someca 600 sur tractorama-generationtracteur.fr |

Le tracteur Fiat Someca 600 est équipé d'un moteur diesel OM à 4 cylindres (alésage 100 mm et course 110 mm) en ligne d'une cylindrée de 3 456 cm3 développant une puissance de 60 ch à 2 400 tr/min. Par rapport aux précédents tracteurs, conçus par Someca, le moteur du 600 est à injection directe, d'une plus grande facilité de démarrage même par temps froid.
La boîte de vitesses propose de série quatre rapports avant et un rapport arrière, avec deux gammes ; les deux rapports avant les plus élevés, les plus utilisés au champ (gamme lente) et sur route (gamme rapide), sont synchronisés. Une troisième gamme de vitesse « rampantes » (très lentes) est disponible en option.
Si le système de relevage est performant, le dispositif d'attelage complet, le Someca 600 ne possède qu'un seul distributeur hydraulique à simple effet, un équipement très basique.
La masse à vide en ordre de marche s'établit à 2 115 kg mais, les roues avant supportant peu de poids en cas de forte charge sur l'attelage, elles perdent de leur efficacité pour diriger le tracteur.